# Der Kommer Nogen...
Der Kommer Nogen... er en dansk eksperimentalfilm fra 1972, der er instrueret af Morten Bo og Mikkel Bo.

## Handling
To film der eksperimenterer med sammenstilling af billede og lyd. 1. En mand kommer til et sommerhus. Der sker mystiske ting, som gør, at han hurtigt forlader det igen. 2. Optagelser af parker og mennesker. Billede og lyd leder efter hinanden.